# Gridień
Gridień (ros. Гридень) – rosyjska kanonierka torpedowa z końca XIX wieku i okresu I wojny światowej, jedna z sześciu jednostek typu Kazarskij. Okręt został zwodowany 12 listopada 1893 roku w Stoczni Admiralicji w Nikołajewie, a do służby w Marynarce Wojennej Imperium Rosyjskiego wszedł w listopadzie 1895 roku, z przydziałem do Floty Czarnomorskiej. Od października 1907 roku jednostkę wykorzystywano jako okręt łącznikowy. W czerwcu 1908 roku okręt przekazano straży granicznej. Jednostkę wycofano ze służby w 1913 roku.

## Projekt i budowa
„Gridień” był jedną z sześciu kanonierek torpedowych typu Kazarskij (klasyfikowanych początkowo w Rosji jako krążowniki torpedowe) . Pierwsze trzy jednostki zamówiono i zbudowano w Niemczech, trzy kolejne powstały w stoczniach krajowych .
Okręt zbudowany został w Stoczni Admiralicji w Nikołajewie. Stępkę jednostki położono w czerwcu 1891 roku, a zwodowany został 12 listopada 1893 roku . Koszt budowy okrętu wyniósł w przeliczeniu 66 600 £.

## Dane taktyczno-techniczne
Okręt był niewielką, jednokominową kanonierką torpedową z dwoma masztami. Długość całkowita wykonanego ze stali kadłuba wynosiła 60,2 metra, szerokość 7,42 metra i zanurzenie 3,25–3,5 metra. Wyporność normalna wynosiła 400 ton, a pełna 432 tony . Okręt napędzany był przez pionową maszynę parową potrójnego rozprężania o mocy 3500 KM, do której parę dostarczały dwa kotły lokomotywowe . Jednośrubowy układ napędowy pozwalał osiągnąć prędkość 21-22,5 węzła . Okręt mógł zabrać zapas węgla o maksymalnej masie 90 ton, co zapewniało zasięg wynoszący 1640 Mm przy prędkości 15 węzłów .
Okręt wyposażony był w dwie pojedyncze wyrzutnie torped kalibru 381 mm (jedna stała na dziobie, druga obracalna na pokładzie) . Uzbrojenie artyleryjskie stanowiło sześć pojedynczych dział kalibru 47 mm Hotchkiss M1885 L/40 i trzy pojedyncze działka kalibru 37 mm L/20, także Hotchkiss .
Załoga okrętu liczyła 65 oficerów, podoficerów i marynarzy .

## Służba
„Gridień” został wcielony do służby w Marynarce Wojennej Imperium Rosyjskiego w listopadzie 1895 roku . Jednostka weszła w skład Floty Czarnomorskiej. W październiku 1907 roku „Gridień” stał się okrętem łącznikowym . W czerwcu 1908 roku okręt został przekazany straży granicznej . Jednostkę skreślono z listy floty w 1913 roku .